# 金日瓦特礦泉鎮

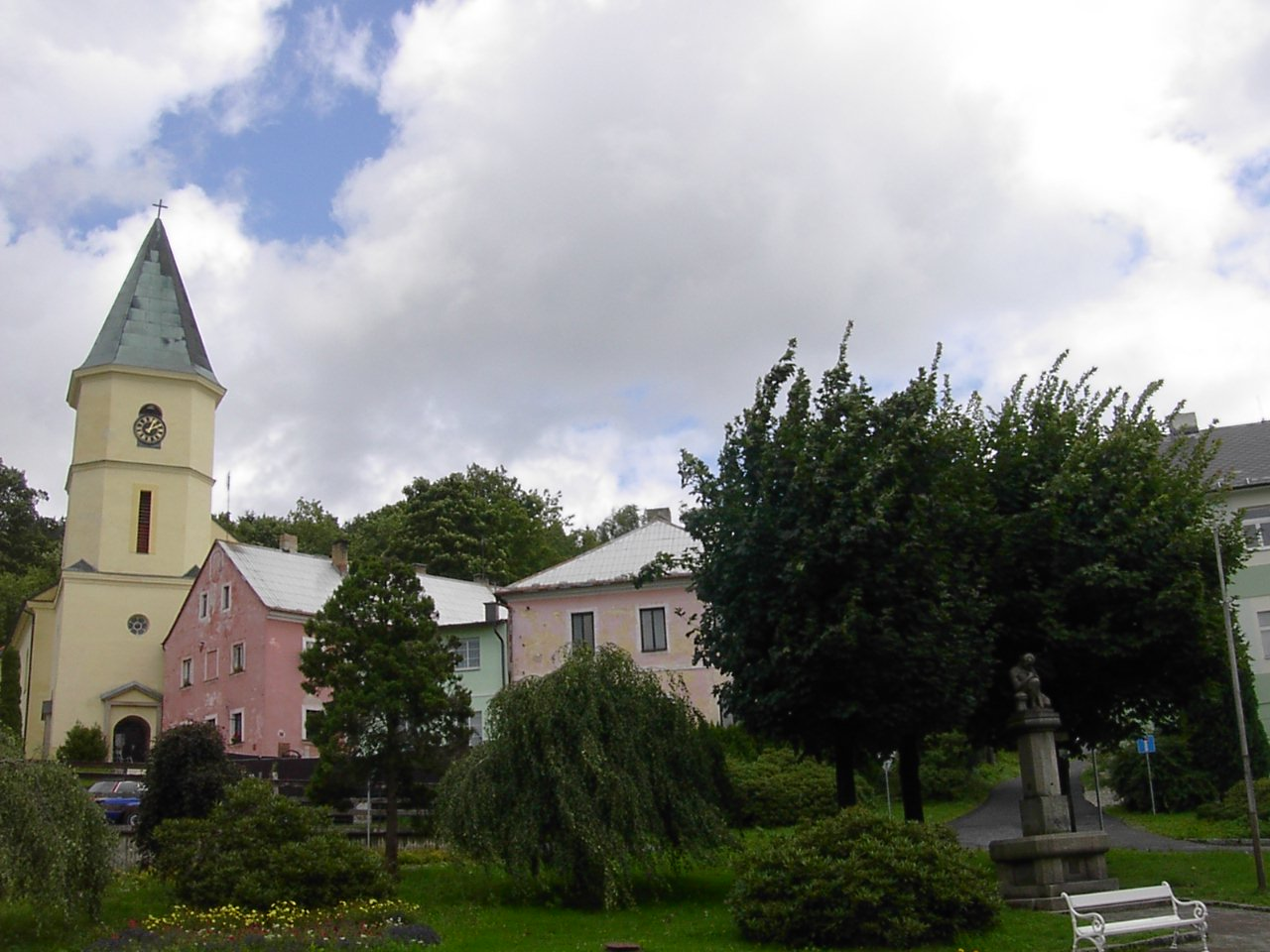

金日瓦特礦泉鎮是捷克的城鎮，位於該國西北部，由卡羅維發利州負責管轄，面積32.58平方公里，海拔高度673米，該鎮有療養院設施，2005年人口1,642。

## 著名人物
- 克莱门斯·冯·梅特涅，奥地利帝国政治家和外交家。

## 外部連結
- 聖瑪加利大堂